# Hallow
Hallow ist eine US-amerikanische Meditations- und Gebetsapp für Katholiken.

## Geschichte
Das Unternehmen Hallow Inc. wurde im Dezember 2018 von Alex Jones, Erich Kerekes und Alessandro DiSanto gegründet. Der Sitz des Unternehmens ist in Chicago, Illinois. Alex Jones wuchs als Katholik auf und verlor seinen Glauben als Teenager. Nachdem er mit Meditation zurück zum Katholizismus gefunden hatte, wollte er dies auch anderen vermitteln und entschloss sich, mit Kerekes und DiSanto eine Plattform zu gründen. Die App wurde 2018 veröffentlicht und ist sowohl über Google Play als auch den App Store erhältlich.
In der Folge entwickelte sie sich zur erfolgreichsten Gebets-App. Als Unterstützer wurden unter anderem die Schauspieler Chris Pratt und Mark Wahlberg, der Rennfahrer Ferdinand Zvonimir Habsburg-Lothringen und Sängerin Gwen Stefani gewonnen.
Prominenter Unterstützer ist der US-amerikanische Vizepräsident JD Vance, der 40 Millionen Dollar investierte.
2022 erschien eine spanische Version.
2025 schaltete die App einen Werbespot zum Super Bowl LIX mit Mark Wahlberg.

## Aufbau und Funktion
Hallow ist eine anmeldungspflichtige App, die sowohl kostenlose als auch kostenpflichtige Funktionen umfasst. Sie unterstützt Gebete unter anderem mit Vorbetern, unter denen sich zahlreiche Prominente und Influencer befinden. unter anderem finden sich neben Gebeten auch Podcasts, Rosenkränze, diverse Gebets-Challenges zu bestimmten Themen wie Adventszeit, Fastenzeit und Karwoche, Bibeltexte zum Mitlesen und Einschlafmusik.

## Kritik und Kontroversen
Kritik erfuhr die App insbesondere durch die Unterstützung von rechten Influencern und evangelikalen Christen. So investierte die Risikokapitalfonds Narya Capital, an dem neben Vance auch der rechtslibertäre PayPal-Gründer Peter Thiel beteiligt sind, 40 Millionen Dollar in die App. In Deutschland sind Jana Highholder und Johannes Hartl Unterstützer und sogenannte Christfluencer der App. Russell Brand, gegen den wegen Vergewaltigung ermittelt wird, ist ebenso als Vorbeter in der App vertreten.
2022 deckte BuzzFeed schwerwiegende Lücken beim Datenschutz auf. So wurden Benutzerdaten der App nicht nur zu Werbezwecken weitergeleitet, sondern auch für gezielte, interessens- und verhaltensbasierte Werbung. Neben dieser kurz darauf geschlossenen Lücke mischte sich die App aber auch aktiv in den Präsidentschaftswahlkampf in den Vereinigten Staaten 2024 ein und sponserte unter anderem die Wahlberichterstattung des rechten Senders Fox News Channel. Auch ein Gebetsaufruf für die Wahlen wurde gestartet.
„Hallow ist kein harmloser Gebetsbegleiter, sondern ein Paradebeispiel für die digitale Instrumentalisierung von Religion, Glauben und Sinnsuche – wirtschaftlich hochprofitabel, ideologisch aufgeladen. Was als Hilfe zur inneren Einkehr beworben wird, dient in Wahrheit einem Projekt, das eine reaktionäre Weltordnung unter religiösen Vorzeichen legitimieren will“, schreibt Ralf Nestmeyer im hpd.